# 乔叶

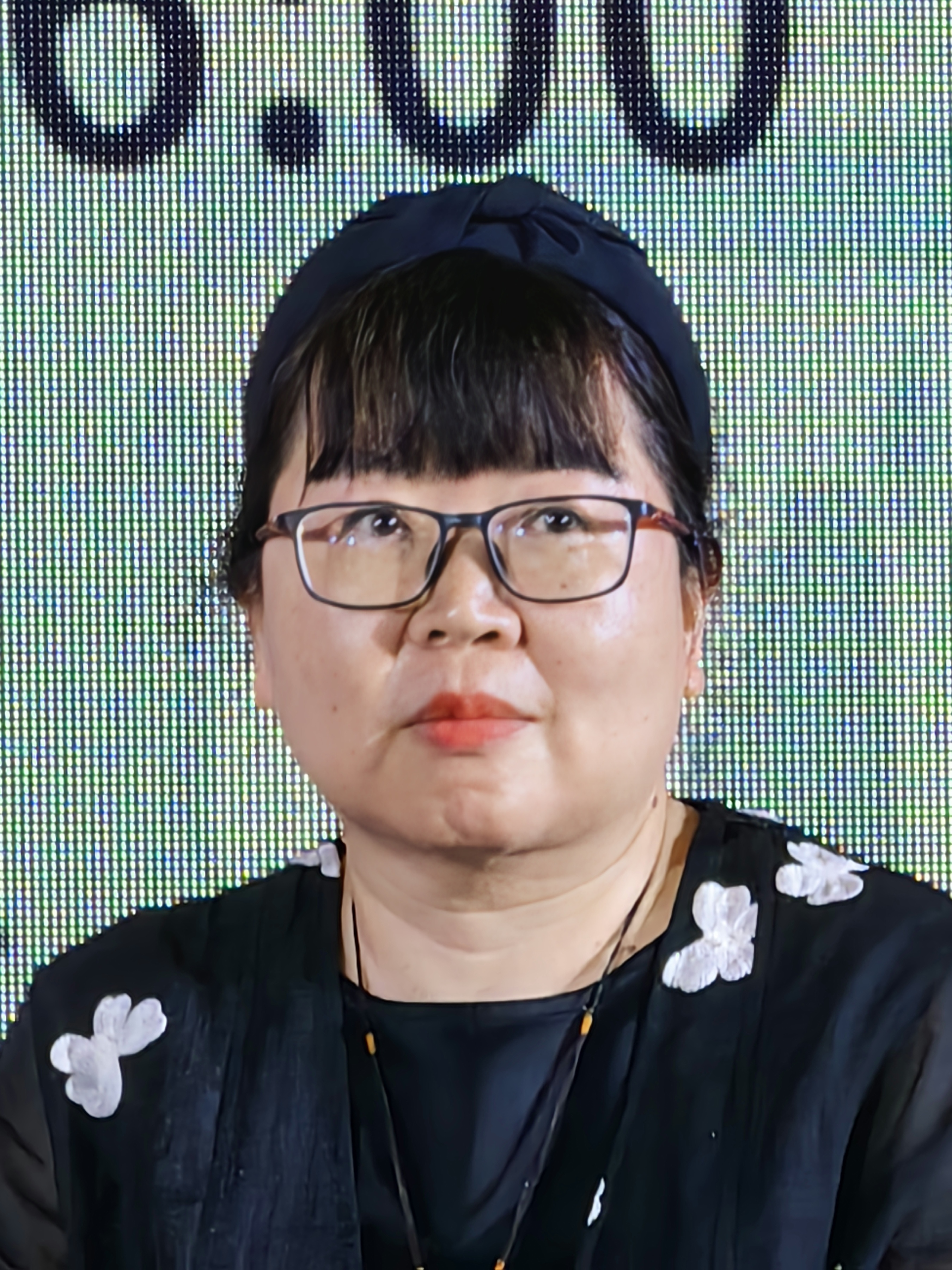
乔叶在2023年地坛书市

喬葉（1972年—），女，河南修武人，中國當代作家。曾獲莊重文文學獎、第十二届小说月报百花奖、第五屆魯迅文學獎全国优秀中篇小说奖。2023年，長篇小說《宝水》獲得第十一屆茅盾文學獎。現任河南省作家协会副主席。

## 主要著作
- 《孤獨的紙燈籠》
- 《喜歡和愛之間》
- 《坐在我的左邊》
- 《雖然，但是》
- 《五顆櫻桃》
- 《我承認我最怕天黑》
- 《我是真的熱愛你》
- 《結婚互助組》
- 《天使路過》
- 《最慢的是活著》
- 《底片》
- 《我們的翅膀店》
- 《認罪書》
- 《失語症》
- 《薄荷一樣美好的事》
- 《拆樓記》
- 《玫瑰態度》
- 《深夜醒來》